# FN Five-seveN
De Five-seveN (let op de notatie) is een pistool ontwikkeld door FN nadat de Noord-Atlantische Verdragsorganisatie (NATO) wapenfabrikanten verzocht om een vervanger te ontwikkelen voor de 9×19mm Parabellum.
Reden hiervoor was dat het 9x19 Parabellum kaliber tekort schoot in ballistische eigenschappen, maximaal bereik en het vermogen om lichte kogelwerende vesten te penetreren .
De Five-seveN kan, in combinatie met het speciale SS190 patroon (alleen verkrijgbaar voor militaire/politie doeleinden), vesten met 48 lagen kevlar-bescherming doordringen.
Er zijn verschillende types; zoals het DAO-model (Double Action Only), waarbij een zware trekker functioneert als veiligheidsmechanisme.

## Gebruikers
- België
- Canada
- Cyprus
- Frankrijk
- Griekenland
- Guatemala
- India
- Indonesië
- Italië
- Libië
- Mexico
- Nepal
- Peru
- Polen
- Saoedi-Arabië
- Singapore
- Spanje
- Suriname
- Thailand
- Verenigde Staten